# Flygvapen

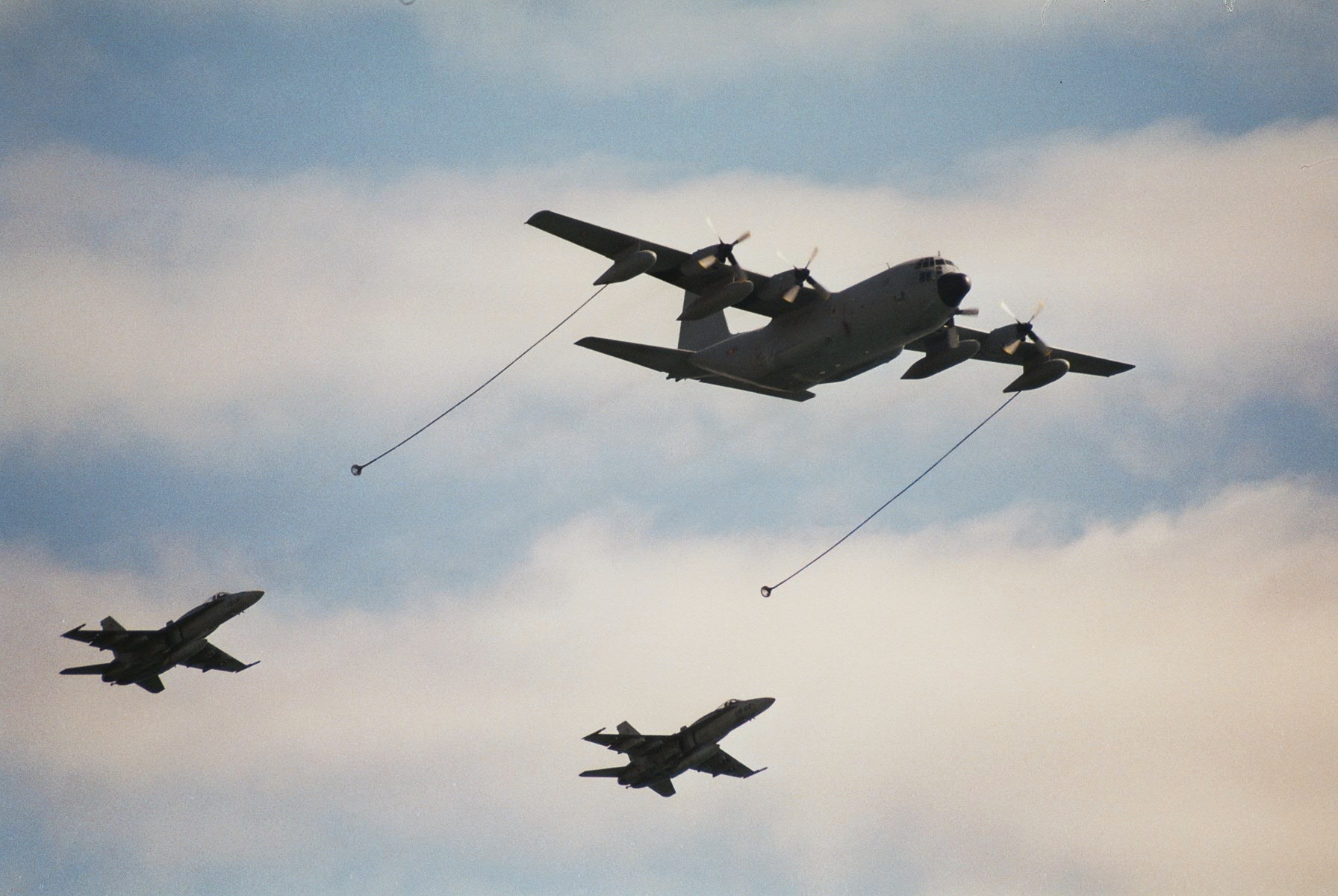
En KC-130H och två F-18 från Spanska flygvapnet.

Ett flygvapen är en flygstridskomponent ingående i en stats militära försvar, antingen som självständig försvarsgren eller integrerad i övriga försvarsgrenar.
Flygvapnets uppgift är att i krigstid ombesörja eventuell luftkrigföring och under fredstid från luften bevaka det egna territoriet.

## Flygvapenorganisationer

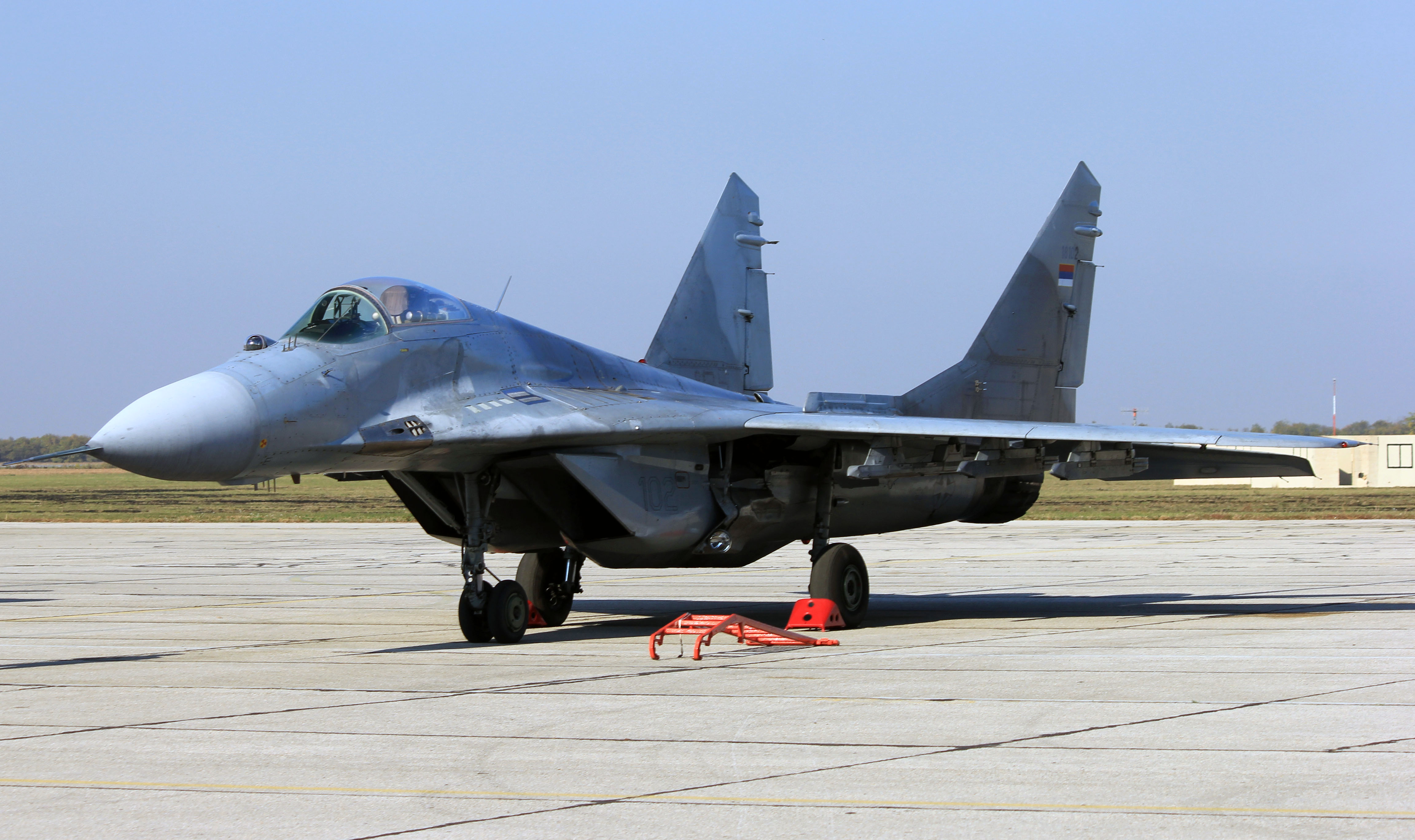
MiG-29 från det serbiska flygvapnet.

- Storbritanniens flygvapen (RAF)
- Danmarks flygvapen
- Finlands flygvapen
- Norges flygvapen
- Rysslands flygvapenMiG-29 från det serbiska flygvapnet.
- Svenska flygvapnet
- Tysklands flygvapen (Luftwaffe)
- USA:s flygvapen (USAF)

## Galleri

Panavia Tornado från Luftwaffe.
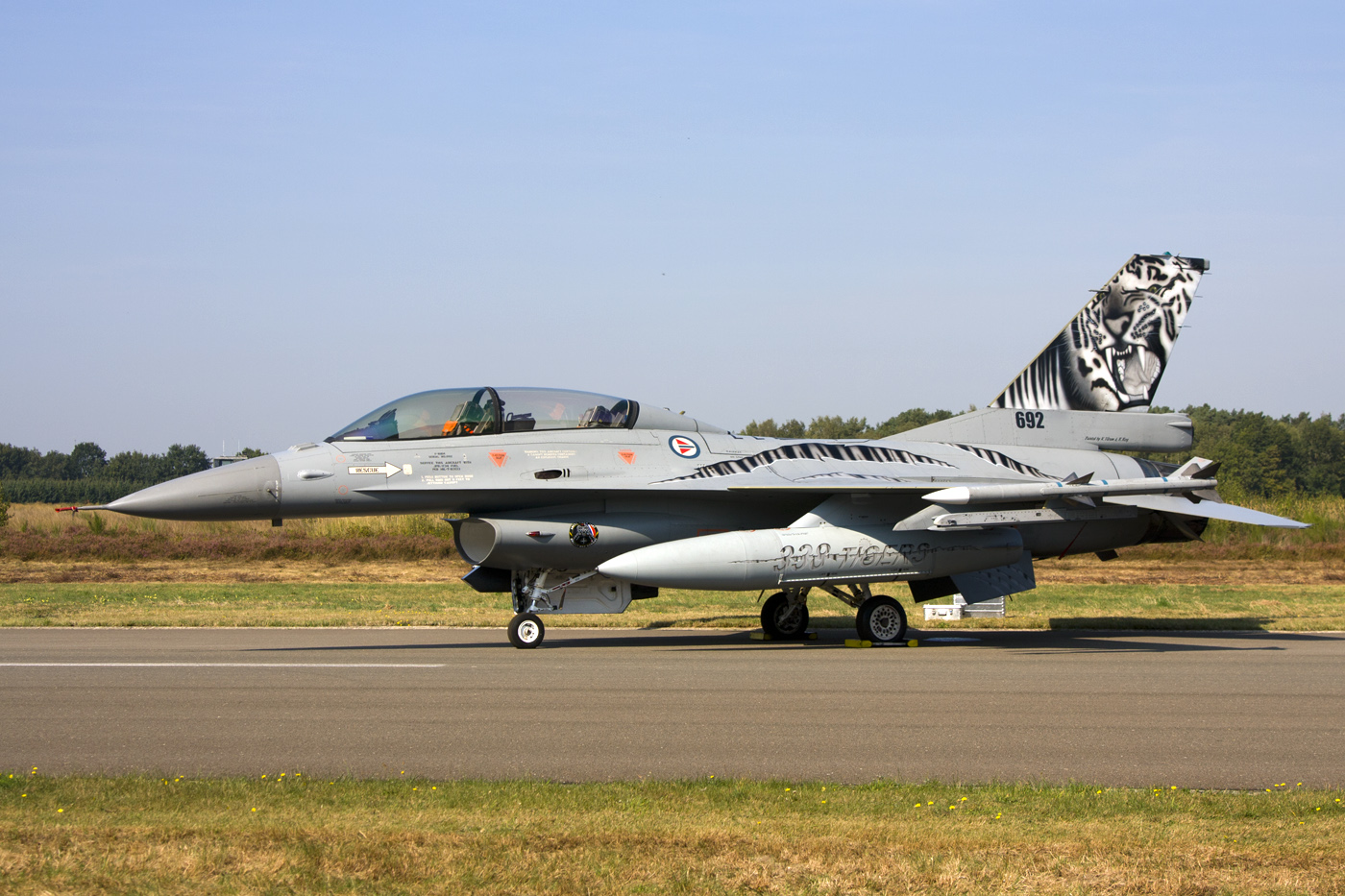
F-16BM från Norges flygvapen.
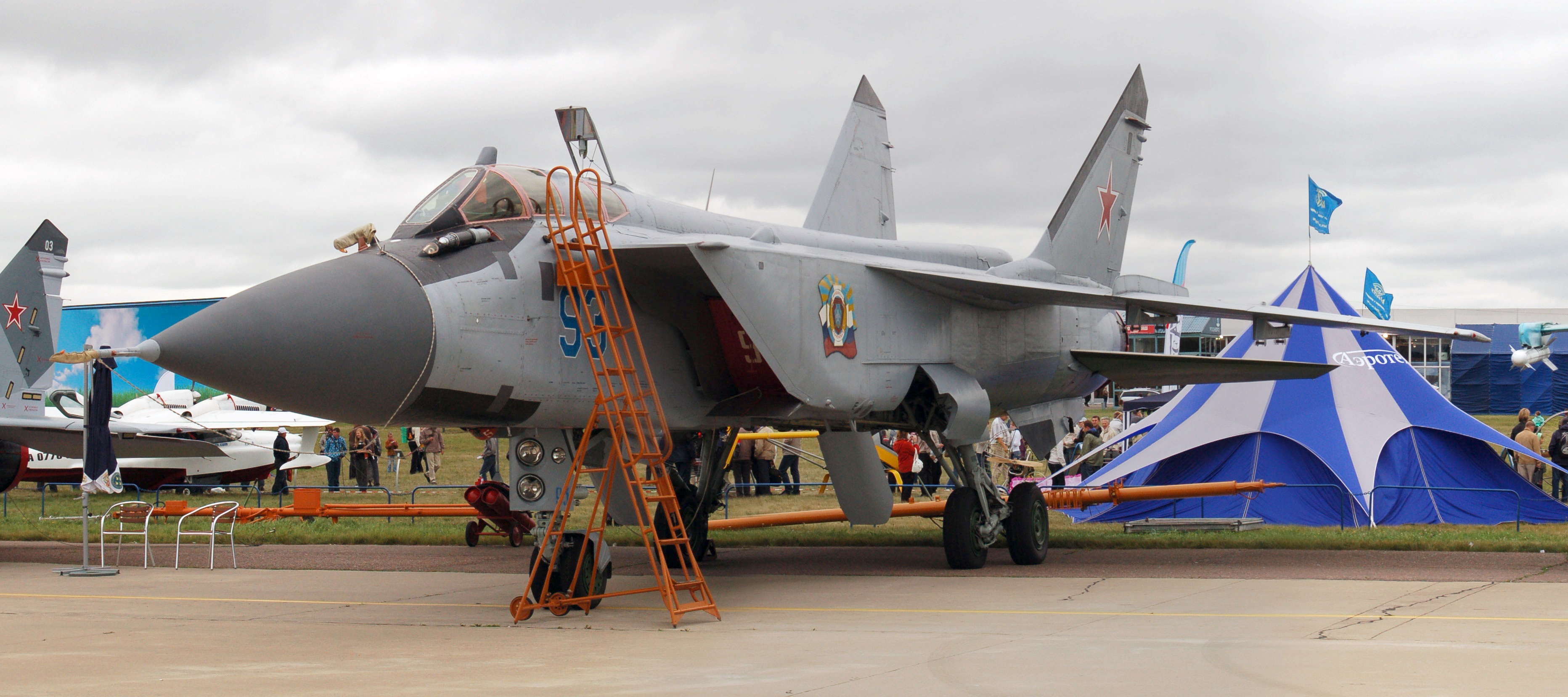
MiG-31BM från Rysslands flygvapen.
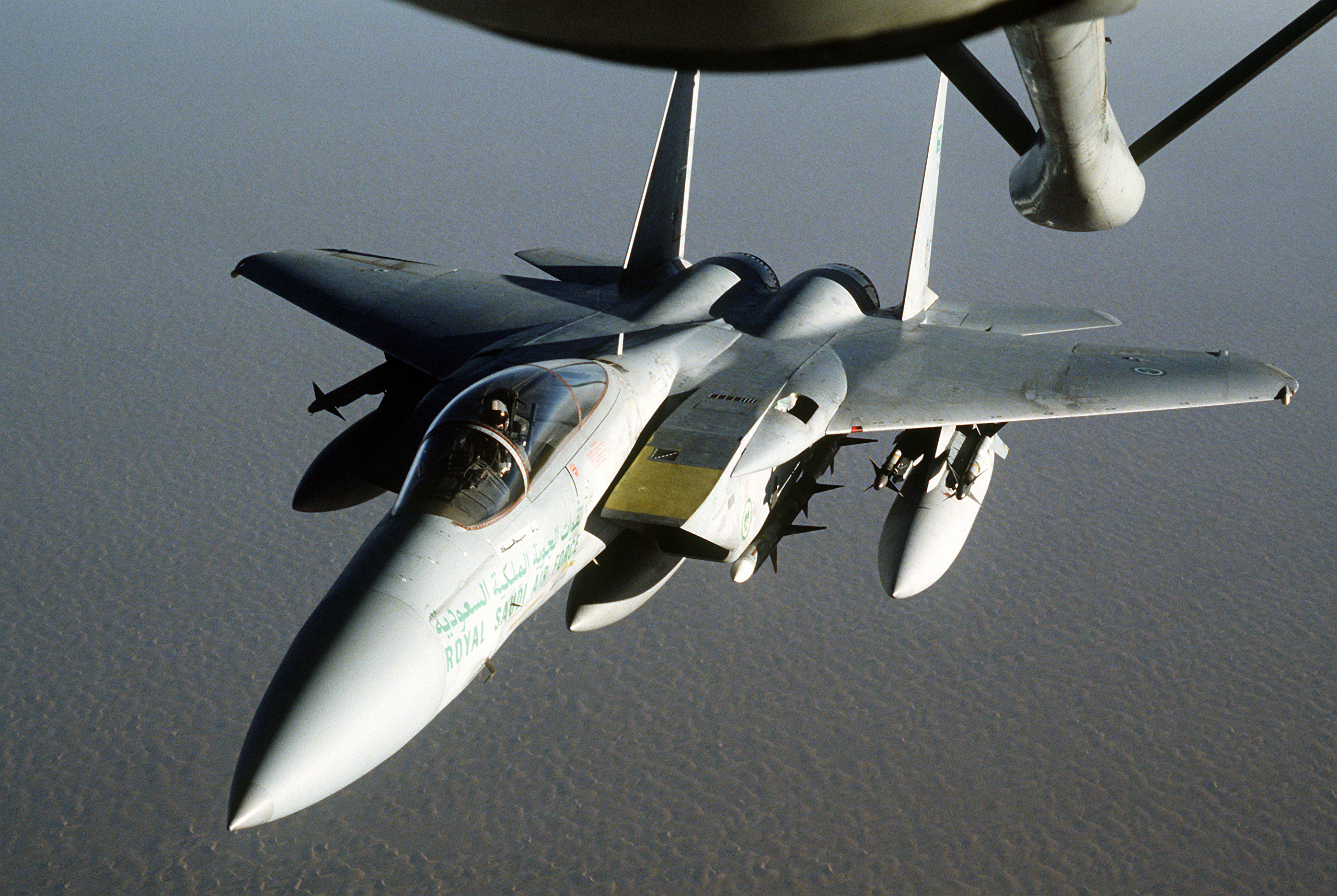
F-15 Eagle från Royal Saudi Air Force.
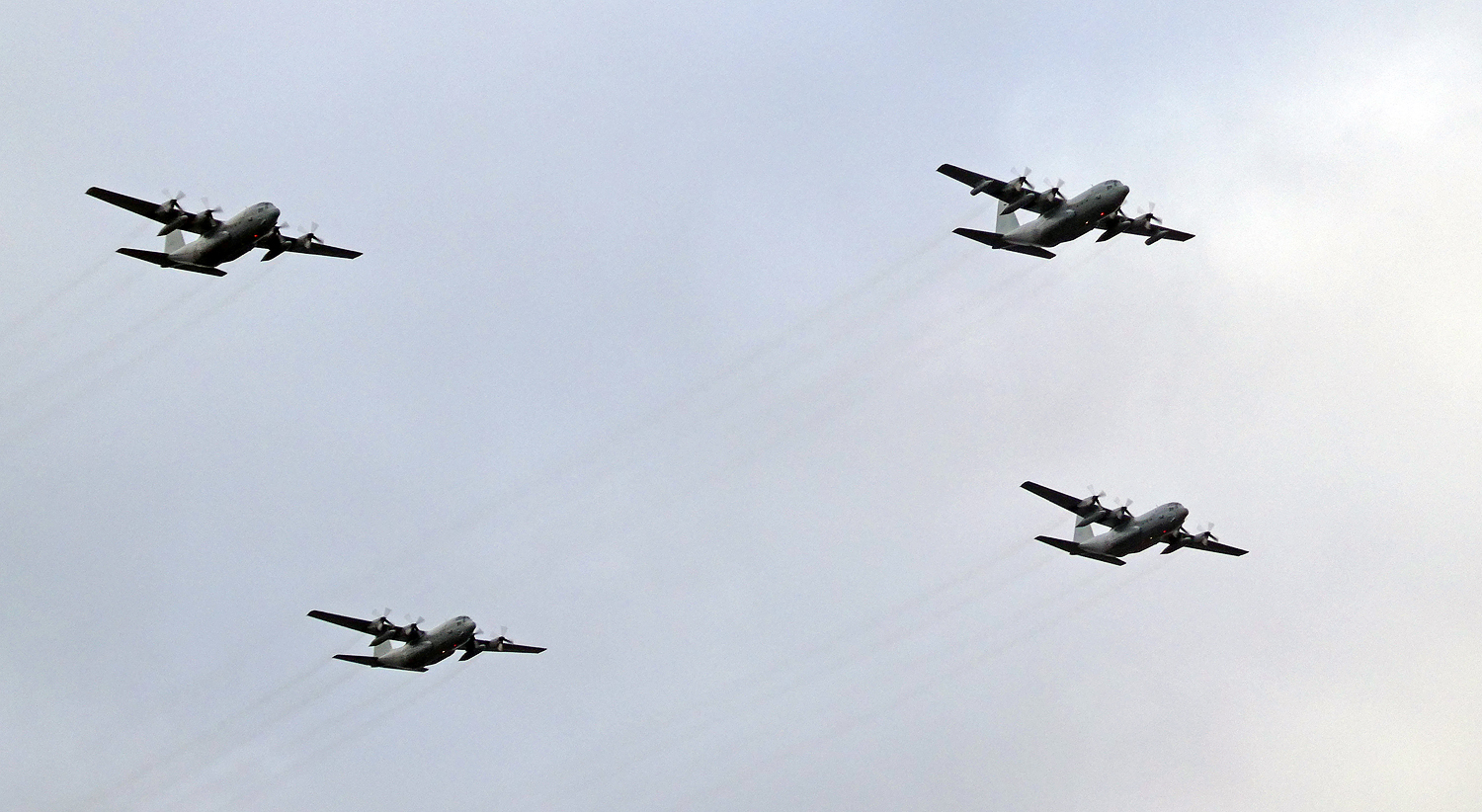
Lockheed C-130 Hercules från Svenska Flygvapnet 2020.
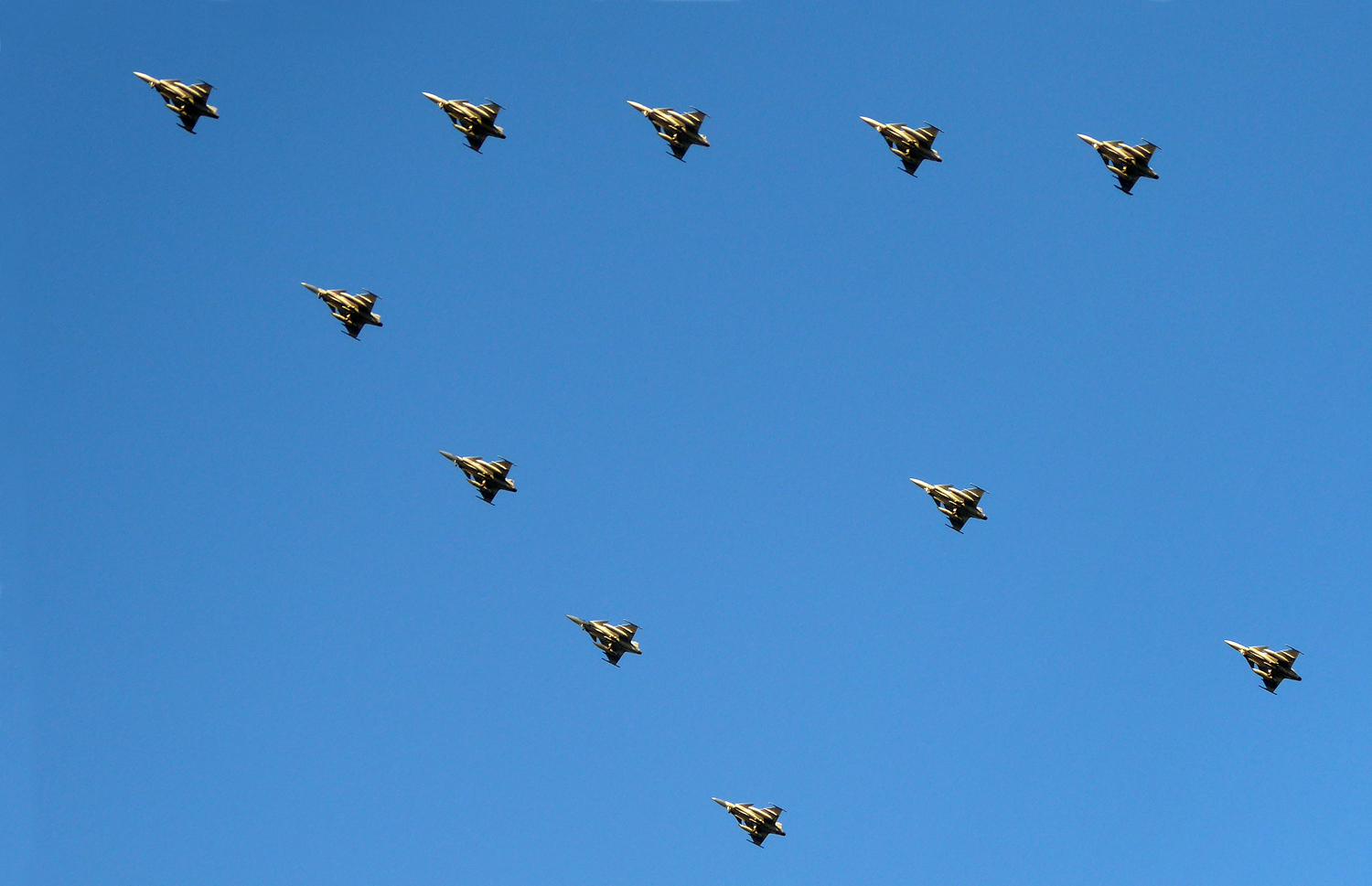
Jas 39 Gripen från Svenska Flygvapnet 2016.
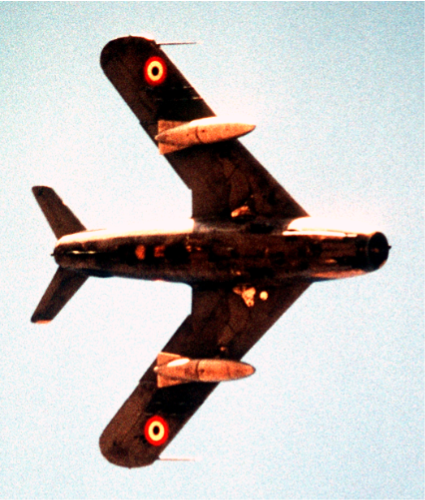
MiG-17, ett flygplan från Egyptens flygvapen.